# لودو لوس
لودو لوس (انگلیسی: Ludo Loos؛ زادهٔ ۱۳ ژانویهٔ ۱۹۵۵) دوچرخه‌سوار اهل بلژیک است.